# Carteronius
Carteronius là một chi nhện trong họ Clubionidae.